# Diplosoma ooru
Diplosoma ooru är en sjöpungsart som beskrevs av Oka, Suetsugu och Hiroyuki Hirose 2005. Diplosoma ooru ingår i släktet Diplosoma och familjen Didemnidae. Inga underarter finns listade i Catalogue of Life.